# Salzuit

Salzuit este o comună în departamentul Haute-Loire, Franța. În 2009 avea o populație de 360 de locuitori.